# Rui de Pina

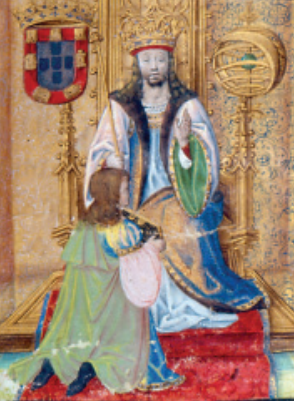
Der Oberste Chronist (Cronista-mor) Rui de Pina überreicht Dom Manuel I. seine Crónica d’El-Rei D. João II (Chronik des Königs Johann II.), ca. 1497–1504.

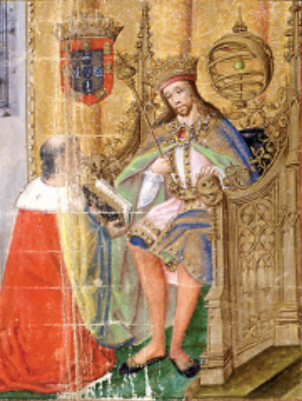
Rui de Pina überreicht König Manuel I. seine Chronik des Königs Eduard, ca. 1497–1504.

Rui de Pina (geb. 1440 in Guarda, Königreich Portugal; gest. 1521), auch in der Schreibung Ruy de Pina, war ein portugiesischer Chronist (Cronista-mor) und Diplomat.

## Leben und Werk
Rui de Pina wurde 1440 in Guarda geboren. In Diensten des portugiesischen Königs Johann II. wurde er auf mehrere diplomatische Missionen entsandt, darunter die Vertretung portugiesischer Interessen in Barcelona nach der Reise von Christoph Kolumbus in den Verhandlungen vor dem Vertrag von Tordesillas über die Aufteilung der entdeckten Gebiete zwischen Portugal und Spanien.
Er wurde 1497 von Manuel I. zum leitenden Chronisten des Königreichs und Hüter des Torre do Tombo sowie der königlichen Bibliothek ernannt. Die Tätigkeit als Chronist unter Johann II. soll ab etwa 1490 begonnen haben.
Er schrieb die Chroniken mehrerer Könige Portugals, darunter Sancho I., Alfons II., Sancho II., Alfons III., Dionisio I., Alfons IV., Eduard I., Alfons V. und Johannes II. Im Amt des Obersten Chronisten (Cronista-mor) vertrat er den monarchistischen Standpunkt.
Die Chroniken von Sancho I. bis Dionysius wurden zwischen 1727 und 1729 von Miguel Lopes Ferreira in Lissabon herausgegeben, die drei Chroniken von Eduard I., Alfons V. und Johannes II. wurden zwischen 1790 und 1792 von der Akademie der Wissenschaften zu Lissabon (Academia das Ciências de Lisboa) herausgegeben. Einige erschienen in der Bibliotheca de classicos portuguezes.
Rui de Pina war in seiner Zeit außerordentlich einflussreich. Dem Zeugnis von João de Barros zufolge soll ihm Afonso de Albuquerque (1453–1515), der Gouverneur von Portugiesisch-Indien, eine Anzahl Juwelen geschickt haben, um sicherzustellen, dass er in seinen Chroniken nicht übersehen wird.

## Werke (Auswahl)
In der Bibliotheca de classicos portuguezes beispielsweise sind enthalten:
- 12 Chronica de el-Rei D. Duarte.
- 13 Chronica de el-Rei D. Affonso V.
- 21 Chronica de el-Rei D. Sancho I.
- 22 Chronica de el-Rei D. Affonso II e de El-Rei D. Sancho II.
- 23 Chronica de el-Rei D. Affonso III.